# Ikarus 435.17
Ikarus 435.17 — городской сочленённый автобус особо большой вместимости, производившийся с 1995 по 2002 год на заводе Ikarus специально по заказу Москвы. С 1998 года в Венгрии автобусы производили частично (без салона и некоторых мелочей), а их досборку осуществлял Тушинский машиностроительный завод. Такие машины имели индекс 435.17А/435.17А2 и в VIN-коде код завода печатался X89 (ТМЗ) вместо TRA (Ikarus). Внешним отличием поздних от более ранних образцов также служат зелёные поручни в салоне и иные боковые указатели поворотов (с 2001 года). Также одним из главных признаков, говорящих о сборке автобуса на ТМЗ, является характерный штамп на кузове, который ставился на все собиравшиеся на ТМЗ Икарусы, за исключением автобусов Московит-6222 (клонов Ikarus 435), производившихся на заводе с нуля.
Всего за время производства было изготовлено 365 машин.

## В настоящее время
С декабря 2007 года начались массовые списания автобусов данного типа.
Последний автобус этой модели, борт. номер 03121, выходил на маршрут № 605 24 ноября 2015 года.
По состоянию на ноябрь 2016 года в Москве оставался только один автобус 160847 (бывший 09469), но он уже не работал и ждал списания. Также ещё оставалось две машины — 160735 (бывший 09263), 161034 (бывший 09782) модели Московит-6222, но они также уже не работали.
На 2017 год эксплуатация моделей Ikarus 435 и Московит-6222 в ГУП «Мосгортранс» полностью прекращена.
Автобусы № 07310 и 10294 переданы в музей.

## Московит-6222
В начале 2002 года на Тушинском машиностроительном заводе в Москве был построен первый образец сочлененного автобуса Московит-6222, который являлся копией модели Ikarus 435.17 с немного изменённым экстерьером и перегородкой кабины водителя.
Всего с 2003 по 2004 годы был построен 31 Московит.

## Фотогалерея

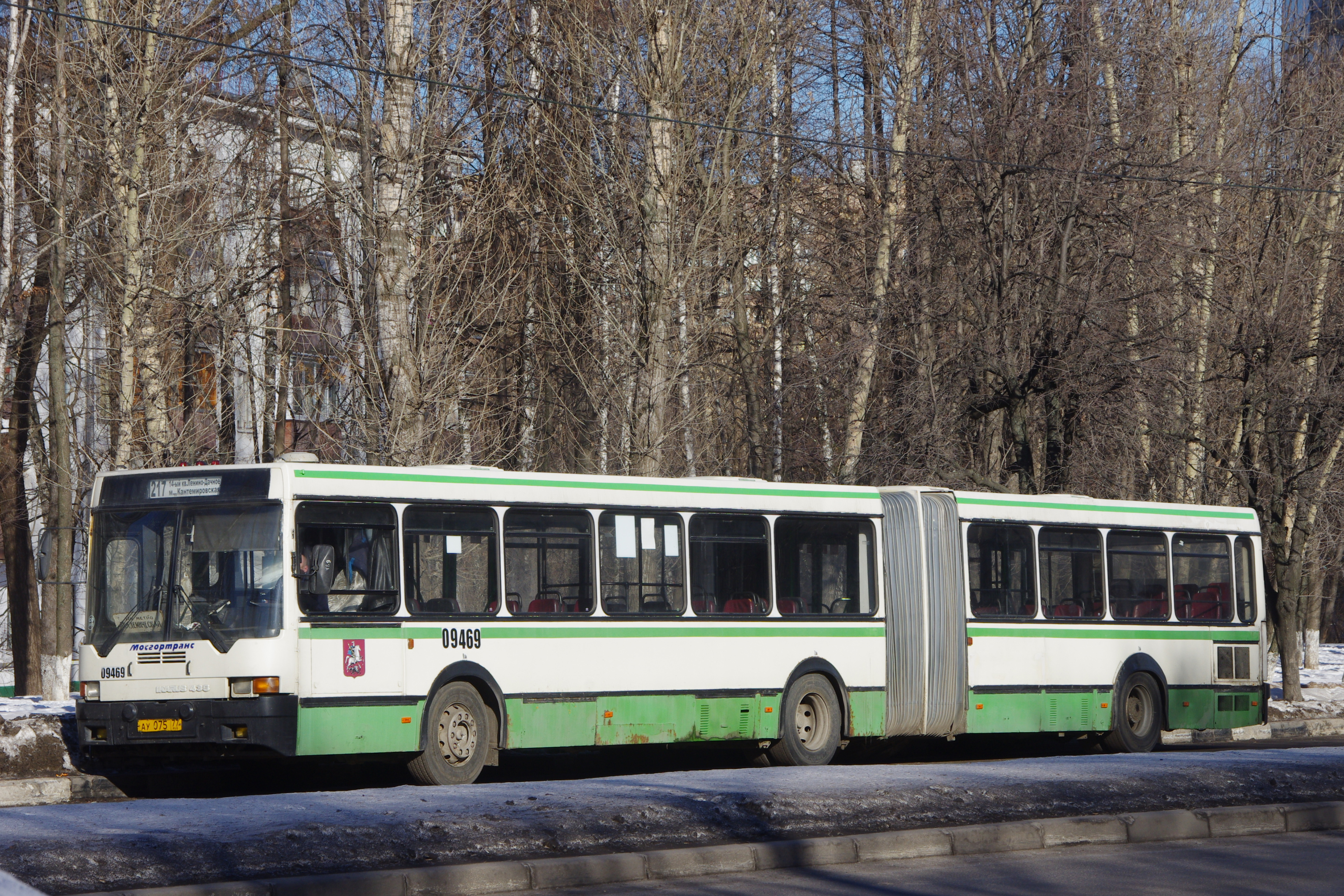
Ikarus 435.17 № 09469
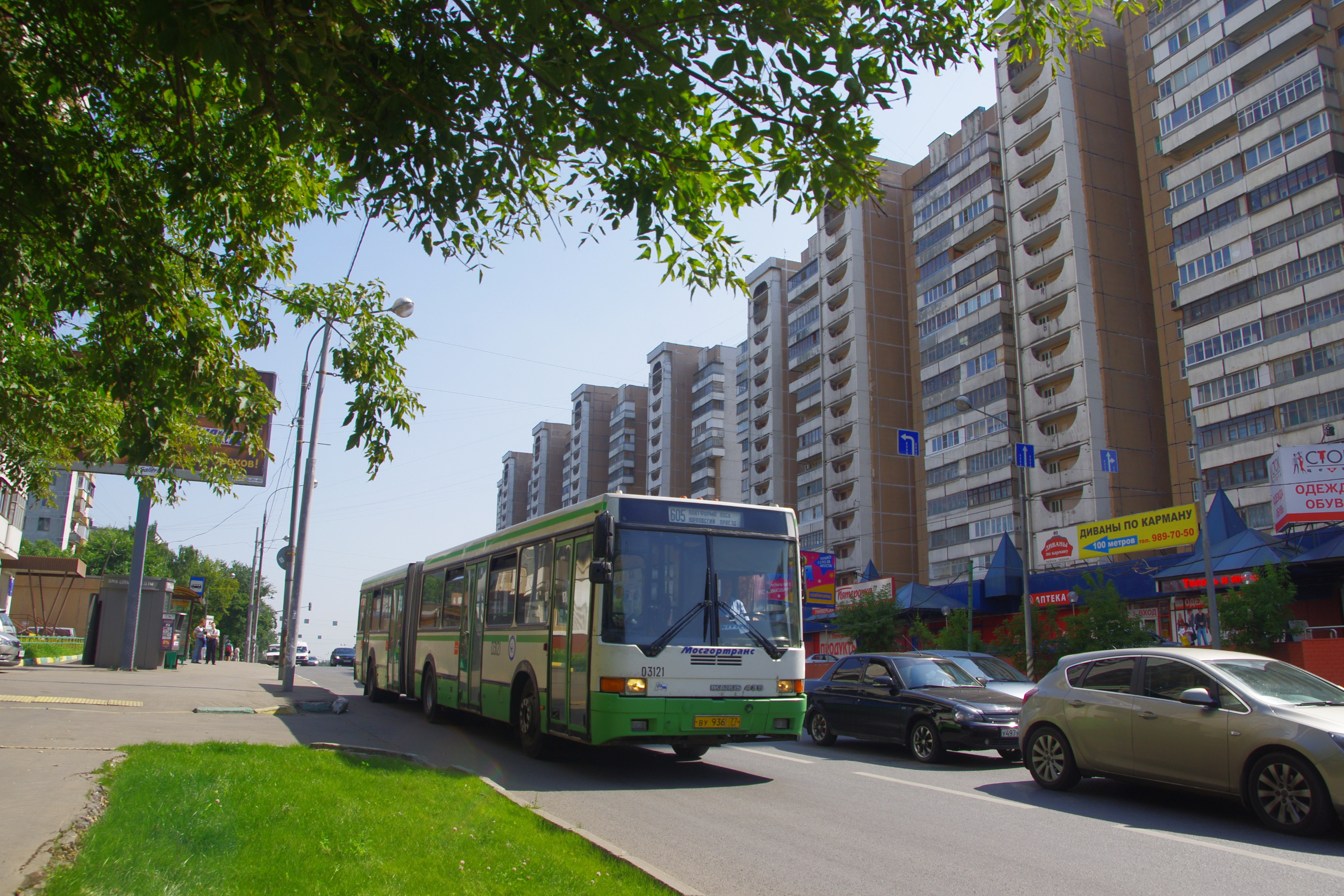
Ikarus 435.17 № 03121
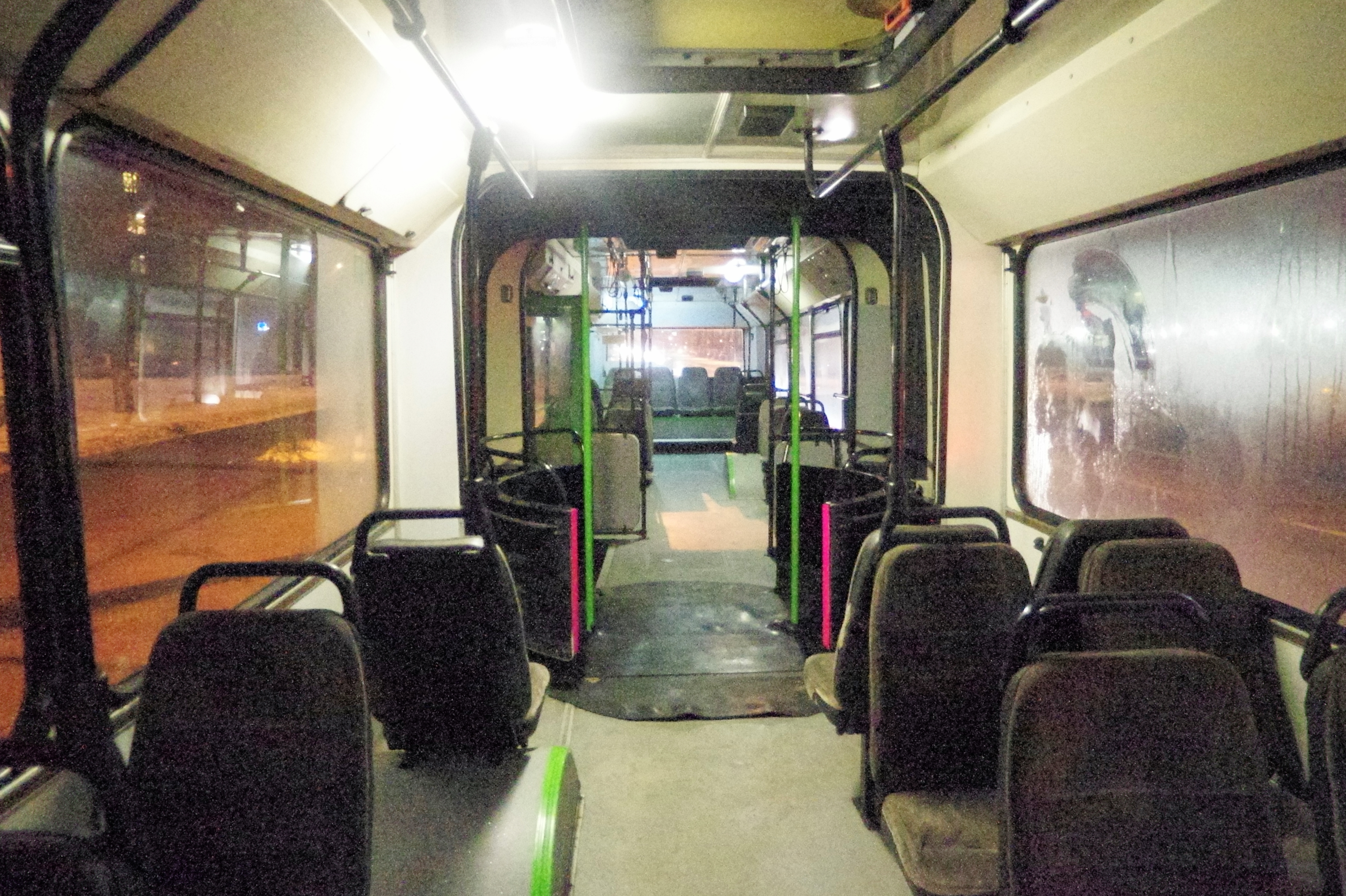
Салон, вид назад
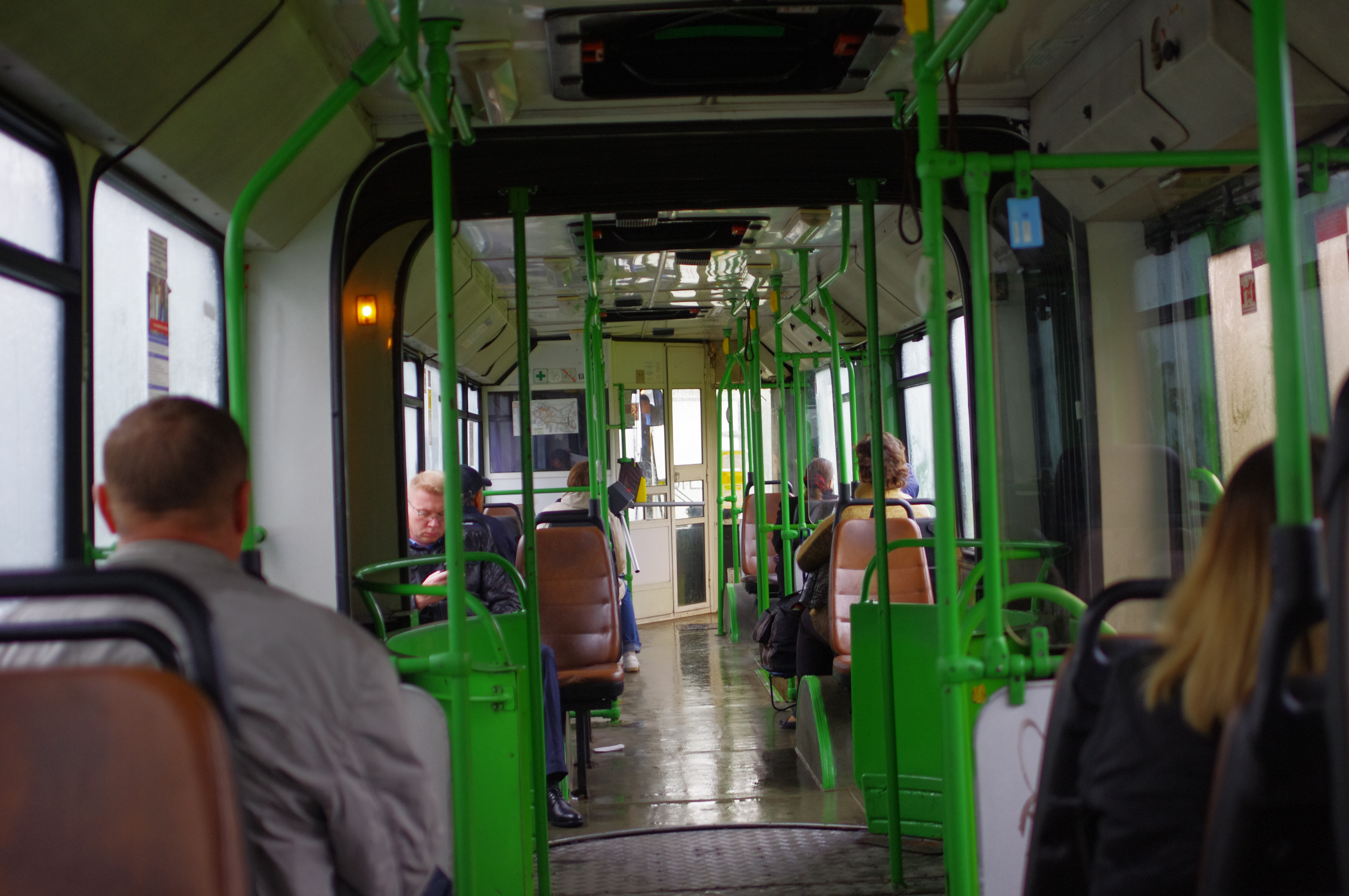
Салон, вид вперёд